# Las Estrellas
Der Las Estrellas (auch als XEW-TV bekannt) ist einer der großen Fernsehsender in Lateinamerika. Die Sendezentrale befindet sich in Mexiko-Stadt und verfügt über mehrere Relaisstationen im gesamten mexikanischen Territorium.
Las Estrellas gehört zu der Unternehmensgruppe Grupo Televisa. Im November 1951 ging der Canal de las Estrellas auf Sendung. 1955 erfolgte in Mexiko die erste Live-Übertragung eines Baseball-Spiels aus dem 25.000 Zuschauer fassenden Stadion Parque Deportivo del Seguro Social in der Colonia Narvarte von Mexiko-Stadt. In dieser Sendung waren Roberto De la Rosa (Kamera), Roberto Kenny (Regie), Germán Adalid (Assistent) und Pedro Septien (Spitzname „El mago“) die Kommentatoren.
Heute gilt Las Estrellas als der größte Fernsehsender mit dem höchsten Fernsehpublikumsanteil in Mexiko und ist auch der wichtigste Kanal der Grupo Televisa. Las Estrellas ist auch via Satellit in Europa, Asien, Australien und Neuseeland zu empfangen. Derzeitiger Präsident ist Emilio Azcárraga Jean.

## Geschichte
Der TV-Sender wurde erstmals am 21. März 1951 in Mexiko-Stadt ausgestrahlt. Damals gab es in der Stadt nur den Kanal 4 XHTV, heute ebenfalls Teil von Televisa. Die Konzession des Senders wurde an die Firma Televimex von Emilio Azcárraga Vidaurreta vergeben.
Die erste Sendung war ein Baseballspiel, an dem Roberto De la Rosa (Kameramann), Roberto Kenny (Produzent), Germán Adalid (Assistent) und Pedro Septien „El mago“ (Erzähler) beteiligt waren.
Der Sender wurde zunächst im noch im Bau befindlichen Televicentro-Gebäude installiert, ganz in der Nähe des historischen Zentrums der mexikanischen Hauptstadt.
General Electric stellte die ersten Techniker, die den Betrieb des Kanals ermöglichten.
Der TV-Sender verwendet das Rufzeichen XEW-TV, weil er zur Zeit seiner Gründung und auch heute noch zur gleichen Gruppe gehört, der auch die Radiosender XEW-AM und XEW-FM gehören.

### Historische Logos

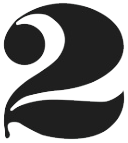
Von 1968 bis 1982
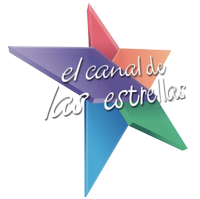
Von 1993 bis 1994
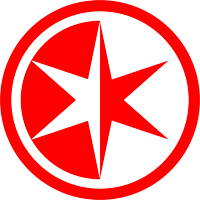
Von 1997 bis 2008
Von 2008 bis 2016.
Seit 2016.